# TV Hemsbach
Der Turnverein Hemsbach 1891 e. V., kurz TV Hemsbach, ist ein Mehrspartensportverein aus Hemsbach im Rhein-Neckar-Kreis in Baden-Württemberg.

## Geschichte
Der 1891 gegründete TV Hemsbach bietet neben Handball, Tanzsport, auch die Sportarten Leichtathletik, Radsport, Gesundheit, Ski, Trampolin und Turnen an.

## Handball
Die Handballabteilung des TV Hemsbach nimmt mit zwei Männermannschaften und sieben Nachwuchsmannschaften am Spielbetrieb des Handballverbandes Baden-Württemberg (BWHV) teil. In der Saison 2025/26 tritt die 1. Herrenmannschaft in der Landesliga Rhein-Neckar-Tauber (RNT) an.
Die größten Erfolge der Abteilung waren die Badische Meisterschaft, der Aufstieg in die drittklassige Regionalliga Süd, in der sich die TV-Handballer insgesamt 21 Jahre halten konnten und die Saison 1983/84 mit dem 3. Platz abschlossen. Hinzu kommt noch die sechsmalige Teilnahme am DHB-Pokal, bei der das TV-Team 1985 in das Achtelfinale einziehen konnte.

### Erfolge
| - DHB-Pokal Achtelfinale 1985 - DHB-Pokal 2. Hauptrunde 2002/03 - DHB-Pokal Hauptrunde 1980, 1982, 2005, 2008 - Aufstieg in die Regionalliga (3. Liga) 1981, 1996 - Badischer Meister 1996 (4. Liga) - Badischer Vizemeister (3. Liga) 1981 - Aufstieg in die Badenliga (3. Liga) 1975, 1980 - Badischer Vizemeister (4. Liga) 1992, 1993, 1995 |

## Spielerpersönlichkeiten
| - Evgeni Pevnov - Roko Peribonio - Jörg Kunze - Frank Schmitt | - Denni Djozic - Nils Lehmann - Mathias Lenz - Maike Weiss |

## Tanzsport
Die Penguin Tappers sind die Tanzsportabteilung des TV Hemsbach.